# اجادا
اجادا (به انگلیسی: Ajjada) یک منطقهٔ مسکونی در هند است که در آندرا پرادش واقع شده‌است.